# Załaźko
Załaźko (ukr. Залазько) – wieś na Ukrainie w rejonie koszyrskim obwodu wołyńskiego. W 2001 roku liczyła 82 mieszkańców.

## Historia
Pod koniec XIX i na początku XX wieku miejscowość leżała w granicach ujezdu kowelskim w guberni wołyńskiej.